# Poisson (Saône-et-Loire)
Poisson település Franciaországban, Saône-et-Loire megyében. Lakosainak száma 559 fő (2022. január 1.). Poisson Paray-le-Monial, Nochize, Oyé, Saint-Didier-en-Brionnais, Saint-Julien-de-Civry, Saint-Yan, Varenne-l’Arconce és Versaugues községekkel határos.

## Népesség
A település népességének változása:
| Lakosok száma | 582  | 568  | 591  | 567  | 569  | 570  | 565  | 562  | 559  |
|               | 2013 | 2015 | 2016 | 2017 | 2018 | 2019 | 2020 | 2021 | 2022 |